# Католический университет Чили
Папский Католический университет Чили (исп. Pontificia Universidad Católica de Chile) — является одним из 6 католических университетов в Чили и одним из двух Папских университетов в стране, наряду с Папским католическим университетом Вальпараисо. Расположен в Сантьяго, Чили.

## История
Учреждён 21 июня 1888 года архиепископом Сантьяго. 11 февраля 1930 года Папа Римский Пий XI присвоил университету статус Папского.
Среди выпускников университета один из самых почитаемых в Чили святых Альберто Уртадо и два президента Чили — Эдуардо Фрей Монтальва и Себастьян Пиньера.
В состав университета входят 19 факультетов.

## Факультет экономики и управления
В 1956 году ректор университета и декан факультета подписали соглашение о сотрудничестве с экономическим факультетом Чикагского университета, в то время возглавляемым Милтоном Фридманом, ведущим представителем «чикагской школы» в экономической теории. Непосредственным куратором сотрудничества со стороны Чикагского университета стал Арнольд Харбергер. В результате факультет стал ведущим в Чили центром, разрабатывающим идеи монетаризма и экономического либерализма.
После военного переворота 1973 года эти идеи стали востребованы правительством, выпускники факультета (получившие прозвище «чикаго-бойз») заняли ведущие позиции в экономическом блоке правительства и центральном банке, разработали и осуществили программу либерализации экономики страны. В число либеральных реформаторов входили такие выпускники факультета как Серхио де Кастро, Хосе Пиньера, Мигель Каст.

## Спорт
Футбольный клуб «Универсидад Католика» был основан 21 апреля 1937 года как спортивная команда при университете и в настоящее время является одной из наиболее известных команд Чили.